# Вомачка, Болеслав
Бо́леслав Во́мачка (чеш. Boleslav Vomáčka; 28 июня 1887, Юнгбунцлау, Австро-Венгрия, ныне Млада-Болеслав, Чехия — 7 июля 1978, Прага, Чехословакия, ныне Чехия) — чешский композитор, музыкальный критик и педагог. Член Чешской академии наук и искусств (с 1924).

## Биография
Окончил Карлов университет и Пражскую консерваторию. Ученик Витезслава Новака. Публиковался в газете «Лидове новины». В 1923—1935 годах редактор журнала «Tempo» (с 1927 года вместе с Ганушем Свободой). В 1948—1951 годах профессор в Карловом университете. В 1950-е руководил Союзом чехословацких композиторов. Как музыкальный критик выступал пропагандистом национальных традиций, творчества чешских композиторов.

## Сочинения
- опера «Водяной» / Vodník (1937, Прага)
- опера «Болеслав I» / Boleslav I (1957, Прага)

## Награды
- 1955 — Заслуженный артист ЧССР